# Rhysida lithobioides
Rhysida lithobioides är en mångfotingart som först beskrevs av Newport 1845.  Rhysida lithobioides ingår i släktet Rhysida och familjen Scolopendridae.
Artens utbredningsområde är Somalia.

## Underarter
Arten delas in i följande underarter:
- R. l. kumaonensis
- R. l. lithobioides
- R. l. paucidens
- R. l. shivalikensis
- R. l. trispinosus